# هيكتور فيلازكيز
هيكتور فيلازكيز (بالإسبانية: Héctor Isidro Velázquez)‏ هو لاعب كرة قدم مكسيكي في مركز الوسط، ولد في 30 أبريل 1989. لعب مع دورادوس سينالوا.

## وصلات خارجية
- هيكتور فيلازكيز على موقع قاعدة بيانات كرة القدم.إي يو (الإنجليزية)
- هيكتور فيلازكيز على موقع Soccerway.com (الإنجليزية)